# Aldobrandini
Aldobrandini je priimek več oseb:    
- Alessandro Aldobrandini, italijanski rimskokatoliški kardinal
- Baccio Aldobrandini, italijanski rimskokatoliški kardinal
- Giovanni Aldobrandini, italijanski rimskokatoliški kardinal
- Ippolito Aldobrandini starejši, italijanski rimskokatoliški kardinal in papež
- Ippolito Aldobrandini mlajši , italijanski rimskokatoliški kardinal
- Jacopo Aldobrandini, italijanski rimskokatoliški škof
- Pietro Aldobrandini, italijanski rimskokatoliški kardinal
- Silvestro Aldobrandini, italijanski rimskokatoliški kardinal